# Rudi Vata
Rudi Vata est un footballeur international albanais né le 13 février 1969 à Shkodër. Il était défenseur.

## Carrière
- 1990-juin 1991 : Dinamo Tirana
- juillet 1991-décembre 1991 : Le Mans Union Club 72
- janvier 1992-juin 1992 : Tours FC
- juillet 1992-juin 1996 : Celtic Glasgow
- juillet 1996-juin 1998 : Apollon Limassol
- juillet 1998-décembre 2001 : Energie Cottbus
- janvier 2002-juin 2002 : LR Ahlen
- juillet 2002-février 2003 : SK Tirana  Allemagne
- mars 2003-novembre 2003 : Yokohama FC
- janvier 2004-juin 2004 : Saint Johnstone Football Club
- juillet 2004-juin 2005 : Partizan Tirana  Albanie

## Sélections
- 1990-2001 :  Albanie (59 sélections, 5 buts)